# Shibo Yu
Shibo Yu (* 6. Dezember 1987) ist ein chinesischer Volleyballspieler.

## Karriere
Shibo Yu spielte in seinem Heimatland für Liaoning und erreichte mit dem Team vordere Platzierungen in der chinesischen Liga. Außerdem absolvierte der Zuspieler zehn Länderspiele für die chinesische Nationalmannschaft. 2015 wurde er vom deutschen Bundesligisten SWD Powervolleys Düren verpflichtet. Er war damit der erste Chinese in der Geschichte des Vereins. Mit den Dürenern erreichte er das Playoff-Viertelfinale; im CEV-Pokal kamen die SWD Powervolleys ebenfalls ins Viertelfinale. Nach der Saison verließ Shibo Yu den Verein.